# العلاقات الباهاماسية البوروندية
العلاقات الباهاماسية البوروندية هي العلاقات الثنائية التي تجمع بين باهاماس وبوروندي.

## مقارنة بين البلدين
هذه مقارنة عامة ومرجعية للدولتين:
| وجه المقارنة                                              | باهاماس      | بوروندي                                    |
| --------------------------------------------------------- | ------------ | ------------------------------------------ |
| المساحة (كم2)                                             | 13.88 ألف    | 27.83 ألف                                  |
| عدد السكان (نسمة)                                         | 395.36 ألف   | 10.86 مليون                                |
| الكثافة السكانية (ن./كم²)                                 | 28.48        | 390.23                                     |
| العاصمة                                                   | ناساو        | بوجومبورا، جيتيغا                          |
| اللغة الرسمية                                             | لغة إنجليزية | اللغة الكيروندية، لغة فرنسية، لغة إنجليزية |
| العملة                                                    | دولار بهامي  | فرنك بوروندي                               |
| الناتج المحلي الإجمالي (بليون دولار)                      | 12.16 مليار  | 3.48 مليار                                 |
| الناتج المحلي الإجمالي (تعادل القوة الشرائية) بليون دولار | 8.92 مليار   | 8.13 مليار                                 |
| الناتج المحلي الإجمالي الاسمي للفرد دولار أمريكي          | 22.82 ألف    | 277                                        |
| الناتج المحلي الإجمالي للفرد دولار أمريكي                 |              | 77                                         |
| مؤشر التنمية البشرية                                      | 0.790        | 0.400                                      |
| رمز المكالمات الدولي                                      | +1242        | +257                                       |
| رمز الإنترنت                                              | .bs          | .bi                                        |
| المنطقة الزمنية                                           | 00           | ت ع م+02:00                                |

## منظمات دولية مشتركة
يشترك البلدان في عضوية مجموعة من المنظمات الدولية، منها:
| علم المنظمة | اسم المنظمة                                 | تاريخ انضمام باهاماس | تاريخ انضمام بوروندي |
| ----------- | ------------------------------------------- | -------------------- | -------------------- |
|             | مؤسسة التنمية الدولية                       | 23 يونيو 2008        | 28 سبتمبر 1963       |
|             | يونسكو                                      | 23 أبريل 1981        | 16 نوفمبر 1962       |
|             | وكالة ضمان الاستثمار متعدد الأطراف          | 4 أكتوبر 1994        | 10 مارس 1998         |
|             | الأمم المتحدة                               | 18 سبتمبر 1973       | 18 سبتمبر 1962       |
|             | مجموعة دول أفريقيا والكاريبي والمحيط الهادئ | ?                    | ?                    |
|             | الاتحاد البريدي العالمي                     | ?                    | ?                    |
|             | البنك الدولي للإنشاء والتعمير               | 21 أغسطس 1973        | 28 سبتمبر 1963       |
|             | الاتحاد الدولي للاتصالات                    | 19 أغسطس 1974        | 16 فبراير 1963       |
|             | منظمة حظر الأسلحة الكيميائية                | ?                    | ?                    |
|             | مؤسسة التمويل الدولية                       | 8 ديسمبر 1986        | 28 نوفمبر 1979       |
|             | المركز الدولي لتسوية المنازعات الاستشارية   | 18 نوفمبر 1995       | 5 ديسمبر 1969        |
|             | منظمة الشرطة الجنائية الدولية               | ?                    | ?                    |